# Đội tuyển bóng đá quốc gia Sealand
Đội tuyển bóng đá quốc gia Sealand đại diện cho Thân vương quốc Sealand. Nó không phải là thành viên của FIFA hay UEFA, nhưng là thành viên liên kết của N.F.-Board, một tổ chức dành cho các đội bóng không phải là thành viên của FIFA. Họ được kết nạp vào Hội đồng quản trị N.F. với tư cách là thành viên tạm thời vào năm 2005 và là thành viên liên kết vào năm 2006, trước khi tổ chức này không còn hoạt động vào năm 2013.

## Lịch sử

### Thành lập
Liên đoàn bóng đá Sealand (SNFA) được thành lập vào năm 2003. Năm 2004, họ thi đấu trận đầu tiên đầu tiên với Åland và hòa 2 - 2. Tất cả những cầu thủ trong đội tuyển Sealand đều là thành viên của Vestbjerg Vintage Idrætsforening, từ Aalborg. Tuy nhiên, SNFA có trụ sở tại Đan Mạch đã kết thúc hoạt động của họ vào năm 2006 và bóng đá Sealand đã tạm nghỉ.

### Hiện tại
Vào ngày 23 tháng 12 năm 2009, tác giả người Scotland Neil Forsyth đã được bổ nhiệm làm người đứng đầu SNFA vừa được tái lập. Ông tuyên bố mục tiêu tham gia VIVA World Cup 2010, một giấc mơ cuối cùng đã kết thúc do thiếu hụt về tài chính. Vào ngày 5 tháng 5 năm 2012, Sealand thi đấu với các thành viên Hội đồng N.F. Quần đảo Chagos tại Weycourt ở Godalming, Surrey. Đội tuyển Chagos thắng 3 - 1, với Ryan Moore ghi bàn cho Sealand. Đội được chỉ huy bởi cựu hậu vệ Bolton Wanderers, Simon Charlton và cũng bao gồm nam diễn viên Ralf Little.
Sealand đã chơi một trận đấu với Alderney vào ngày 25 tháng 8 năm 2012. Sau khi hòa trận đấu với tỷ số 1 - 1, Sealand đã thắng 5 - 4 trên chấm phạt đền. Vào ngày 9 tháng 3 năm 2013, Sealand đã giành chiến thắng quốc tế đầu tiên khi họ đánh bại Alderney 2 - 1 ở Godalming.
Sealand đã tham dự Giải đấu Tynwald Hill trên Đảo Man vào tháng 7 năm 2013. Giải đấu được tổ chức tại Mullen-e-Cloie, St John's. Sau thất bại muộn 5 - 3 trước Tamil Eelam và thua hủy diệt 8 - 0 dưới tay những người chiến thắng cuối cùng là Occitania, Sealand đã đứng cuối bảng đấu và đi đến vòng play-off thứ 5 nơi họ đánh bại Alderney 2 - 1.
Vào tháng 2 năm 2014, Sealand đã có được chiến thắng kỷ lục của họ khi họ đánh bại Quần đảo Chagos 4 - 2 ở Godalming.
Vào tháng 5 năm 2014, Sealand đã hòa 1 - 1 với Quần đảo Chagos tại Crawley Town một hai tuần trước một trận hòa khác, 2 - 2 với Somaliland (đội bóng đang ra mắt không thuộc FIFA) ở London.
Sealand đã không phải là thành viên của một liên đoàn kể từ khi Hội đồng N.F. trở nên không còn tồn tại. Đơn đăng ký tham gia CONIFA đã bị từ chối.

## Thống kê
| Đối thủ         | Số trận | Thắng | Hòa | Thua | Bàn thắng | Bàn thua |
| --------------- | ------- | ----- | --- | ---- | --------- | -------- |
| Quần đảo Åland  | 1       | 0     | 1   | 0    | 2         | 2        |
| Alderney        | 3       | 2     | 1   | 0    | 5         | 3        |
| Quần đảo Chagos | 3       | 1     | 1   | 1    | 6         | 6        |
| Raetia          | 1       | 1     | 0   | 0    | 6         | 1        |
| Seborga         | 1       | 1     | 0   | 0    | 3         | 2        |
| Somaliland      | 1       | 0     | 1   | 0    | 2         | 2        |
| Tamil Eelam     | 1       | 0     | 0   | 1    | 3         | 5        |
| Occitania       | 1       | 0     | 0   | 1    | 0         | 8        |
| Tổng            | 12      | 5     | 4   | 3    | 27        | 29       |

## Huấn luyện viên
| Huấn luyện viên | Quốc tịch | Thời gian | Số trận lãnh đạo | Thắng | Hòa | Thua | Bàn thắng | Bàn thua | Thắng % | Vinh danh |
| --------------- | --------- | --------- | ---------------- | ----- | --- | ---- | --------- | -------- | ------- | --------- |
| Christian Olsen | Đan Mạch  | 2003–2006 | 1                | 0     | 1   | 0    | 2         | 2        | 0%      |           |
| Neil Forsyth    | Scotland  | 2009–2013 | 3                | 1     | 1   | 1    | 4         | 5        | 33.33%  |           |
| Julian Dicks    | Anh       | 2013      | 3                | 1     | 0   | 2    | 5         | 14       | 33.33%  |           |
| Ed Stubbs       | Sealand   | 2013–nay  | 7                | 5     | 2   | 0    | 24        | 10       | 71.43%  |           |